# 34398 Террішмідт
34398 Террішмідт (34398 Terryschmidt) — астероїд головного поясу, відкритий 9 вересня 2000 року.
Тіссеранів параметр щодо Юпітера — 3,355.